# Robakowski Młyn
Robakowski Młyn (nazwa oboczna Trzy Młyny, kaszb. Trzë Młinë) – osada kaszubska w Polsce położona w województwie pomorskim, w powiecie puckim, w gminie Krokowa na północnych obrzeżach Puszczy Darżlubskiej w dolinie przepływającej tędy Czarnej Wody. Nazwa osady pochodzi od znajdujących się w dolinie Czarnej Wody trzech młynów: Lisewski Młyn (kaszb. Lësewsczi Młin, niem. Lissauer Mühle), Warzewski Młyn (kaszb. Warzewsczi Młin, niem. Warsauer Mühle) i Połchowski Młyn (kaszb. Pôłchòwsczi Młin, niem. Mühle). Osada jest częścią składową sołectwa Lisewo.
W latach 1975–1998 miejscowość należała administracyjnie do województwa gdańskiego.